# Acrotona benicki
Acrotona benicki – gatunek chrząszcza z rodziny kusakowatych i podrodziny rydzenic.

## Taksonomia
Gatunek ten opisany został po raz pierwszy w 1940 roku przez Anthony’ego Adriana Allena pod nazwą Atheta benicki.

## Morfologia
Chrząszcz o wydłużonym ciele długości od 1,7 do 2,3 mm. Oskórek jest bardziej lśniący i rzadziej punktowany niż u A. aterrima. Głowa jest czarna. Czułki są tęższe niż u A. aterrima, ale smuklejsze niż u A. muscorum; człon trzeci jest co najwyżej bardzo nieznacznie krótszy od drugiego, a człon przedostatni jest szerszy niż dłuższy. Czarne przedplecze zwykle zaopatrzone jest w delikatną bruzdę podłużną. Pokrywy są czarnobrązowe. W widoku bocznym niedostrzegalne są boczne części przedpiersia. Odnóża mają żółtobrązową barwę, zazwyczaj z przyczernionymi udami i goleniami. Środkowa para odnóży charakteryzuje się silnymi szczecinkami bocznymi goleni, dłuższymi niż szerokość tychże. Tylna para odnóży ma uda równomiernie smukłe, niezgrubiałe. Długość pierwszego członu stóp tylnej pary nie jest większa niż drugiego. Zwężony ku szczytowi odwłok jest czarny, bez rozległych rozjaśnień w części wierzchołkowej.

## Ekologia i występowanie
Owad ten zasiedla lasy, jak i tereny otwarte. Bytuje w ściółce, detrytusie, pod opadłymi liśćmi, rozkładającą się słomą i sianem, pod odchodami i padliną.
Gatunek palearktyczny, znany jest z Wielkiej Brytanii, Niemiec, Szwajcarii, Austrii, Włoch, Danii, Szwecji, Norwegii, Finlandii, Litwy, Polski, Czech, Słowacji, Węgier i Kazachstanu.